# Slaven Bilić
Slaven Bilić (Split, Croacia; 11 de septiembre de 1968) es un exfutbolista y entrenador croata. Actualmente está sin club.

## Biografía deportiva

### Como jugador
Bilić comenzó su carrera futbolística en las categorías inferiores del Hajduk Split hasta que en 1987 pasa a formar parte de la primera plantilla. Con este equipo se proclama campeón de la Liga de Yugoslavia. También gana un título de Copa. Esos dos trofeos serán los últimos, ya que esas competiciones dejan de disputarse debido a la desfragmentación del país en 1991.
En la temporada siguiente, en la cual Croacia ya era un país independiente, se proclama campeón de Liga, Copa y Supercopa de Croacia. Con lo que Bilić consigue los primeros títulos en la historia del país, ya que era la primera edición de esos torneos.
En 1993 se marcha a jugar a Alemania con el Karlsruher SC, club que realizó un desembolso de 750000 £ para poder ficharlo. Ayuda al equipo a clasificarse para la Copa de la UEFA en dos ocasiones, con lo que Bilić consigue debutar en esta competición llegando a la semifinal.
En enero de 1996 el West Ham inglés se fija en él y lo ficha por 1,3 millones de libras, convirtiéndose en el fichaje más caro de la historia del club.
En el West Ham permanece una temporada y el 16 de julio ficha por el Everton, club que ya ofreció una cantidad de 4,5 millones de libras en marzo para hacerse con el jugador, pero Slaven Bilić, como el héroe que es, prefirió esperar hasta el final de temporada para ayudar al West Ham a asegurar la permanencia.
En 2000 regresa a su país natal, a jugar con el que fuera su antiguo equipo, el Hajduk Split. Allí juega una temporada, en la que gana una Liga y una Supercopa, antes de retirarse como futbolista profesional.

#### Selección nacional
Ha sido internacional con la Selección de fútbol de Croacia en 44 ocasiones.
Participó en la Eurocopa de Inglaterra de 1996, donde su selección realizó un buen papel llegando a cuartos de final.
Participó con su selección en la Copa Mundial de Fútbol de Francia de 1998. Allí realizó un gran trabajo. Su selección consiguió el tercer puesto del campeonato.

### Como entrenador
Selección de Croacia
Slaven Bilić comenzó su carrera de entrenador en el 2005 cuando fue nombrado seleccionador sub-21 de la Selección croata. Consigue clasificar a su país para la Eurocopa sub-21 de 2006.
El 25 de julio de 2006 es nombrado seleccionador nacional de la Selección absoluta de Croacia. Su debut se produjo en un partido en Moscú con el resultado de empate a cero contra Rusia.
Consigue clasificar a su país para la Eurocopa de Austria y Suiza de 2008, quedando primera del grupo E. Realizó un gran trabajo durante esos dos años y clasificó por delante de selecciones importantes como Rusia o Inglaterra. Obtuvo unos resultados impresionantes, perdiendo solo un partido, 2 a 0 frente a Macedonia, y ganando encuentros importantes, como los dos contra Inglaterra, el jugado en Londres en el que su equipo venció por dos goles a tres y el jugado en Zagreb (2 - 0). Además consigue una de las mayores goleadas de la historia de la selección en partido oficial, 7 - 0  contra Andorra.
En la Eurocopa 2008 logra llegar a cuartos de final con Croacia, al ganar los tres partidos de la liguilla del grupo Grupo B. Nunca antes ese país había conseguido los 9 puntos en la primera fase de una Eurocopa. Después de la primera victoria, Slaven Bilić puso a sus jugadores una canción de Marko Perkovic "Thompson" para celebrarlo. Esto creó una gran polémica, debido a las letras ultranacionalistas de la canción.
En el cruce con Turquía en la Eurocopa 2008, Croacia quedó eliminada en los penaltis ante el conjunto otomano, un choque que se decidió desde el punto fatídico tras 120 minutos de dominio croata. Quedaba así atrás otra primera de grupo, tras ganar a equipos como Alemania, por la cual se empezó a erigir como favorita del torneo.
FC Lokomotiv Moscú
En la temporada 2012-13, Bilić dirigió al FC Lokomotiv Moscú. Obtuvo un discreto 9.º lugar en la Liga rusa y no continuó en el club.
Beşiktaş JK
Tras abandonar Rusia, se incorporó al Beşiktaş JK. Logró llevarlo a la tercera posición en la Superliga de Turquía en sus dos temporadas en el banquillo del Atatürk Olympic Stadium, dimitiendo en mayo de 2015.
West Ham United
En junio de 2015, firmó como nuevo técnico del West Ham. Logró un gran inicio en su primera temporada al frente de los hammers, imponiéndose al Arsenal, Liverpool y Manchester City como visitante; y finalmente, el equipo londinense obtuvo su mejor resultado en la élite al terminar en 7.º puesto en la Premier League, clasificándose así para la Liga Europa. En la temporada siguiente (2016-17), el West Ham concluyó el campeonato local como 11.º clasificado. Finalmente, fue destituido en noviembre de 2017, tras haber sumado 9 puntos en las 11 primeras jornadas de la Premier League.
Al-Ittihad
El 5 de agosto de 2018, fue confirmado como nuevo preparador del Al-Ittihad.
West Bromwich Albion
El 13 de junio de 2019, firmó por el West Bromwich Albion, logrando la permanencia en su primera temporada al mando del conjunto inglés. El 16 de diciembre de 2020, tras un empate contra el Manchester City, fue destituido, dejando al equipo en la penúltima posición de la Premier League.
Beijing Guoan
El 6 de enero de 2021, fue contratado por el Beijing Guoan. Exactamente un año después de su contratación renunció al cargo por motivos personales.
Watford
El 26 de septiembre de 2022, Bilić se convirtió en entrenador del Watford con un contrato de 18 meses. El 7 de marzo de 2023, fue destituido y reemplazado por Chris Wilder.
Al-Fateh
El 8 de julio de 2023, fue oficializado como nuevo entrenador del Al-Fateh.En agosto de 2024, dejó su cargo de mutuo acuerdo a cinco días del inicio de la Liga Profesional Saudí.

### Vida privada
Bilić habla alemán, italiano e inglés y es licenciado en derecho.
El 13 de febrero de 2008 fue nombrado embajador UNICEF, siendo el primer deportista croata que lo consigue. Este honor le ha sido concedido como consecuencia de su labor como defensor de los derechos de los niños.
Bilić está divorciado y tiene dos hijos, Leo y Alani.
Bilić es vocalista y guitarrista en una banda de rock llamada Rawbau.

## Clubes

### Como jugador
| Club             | País                 | Año       |
| ---------------- | -------------------- | --------- |
| HNK Hajduk Split | Yugoslavia y Croacia | 1987-1993 |
| Karlsruher SC    | Alemania             | 1993-1996 |
| West Ham United  | Inglaterra           | 1996-1997 |
| Everton          | Inglaterra           | 1997-2000 |
| HNK Hajduk Split | Croacia              | 2000-2001 |

### Como entrenador
| Club                        | País                | Año                 | PJ  | PG  | PE  | PP  | Efectividad |
| --------------------------- | ------------------- | ------------------- | --- | --- | --- | --- | ----------- |
| Hajduk Split                | Croacia             | 2001-2002           | 17  | 11  | 4   | 2   | 72.55%      |
| Selección Sub-21 de Croacia | Croacia             | 2004-2006           | 19  | 8   | 4   | 7   | 49.13%      |
| Selección de Croacia        | Croacia             | 2006-2012           | 65  | 42  | 15  | 8   | 72.31%      |
| Lokomotiv Moscú             | Rusia               | 2012-2013           | 32  | 13  | 7   | 12  | 47.92%      |
| Beşiktaş JK                 | Turquía             | 2013-2015           | 92  | 48  | 22  | 22  | 60.14%      |
| West Ham United             | Inglaterra          | 2015-2017           | 111 | 42  | 30  | 39  | 46.85%      |
| Al-Ittihad                  | Arabia Saudita      | 2018-2019           | 20  | 6   | 5   | 9   | 38.33%      |
| West Bromwich Albion        | Inglaterra          | 2019-2020           | 65  | 26  | 22  | 17  | 51.28%      |
| Beijing Guoan               | China               | 2021-2022           | 29  | 9   | 8   | 12  | 40.23%      |
| Watford                     | Inglaterra          | 2022-2023           | 26  | 10  | 7   | 9   | 47.43%      |
| Al-Fateh                    | Arabia Saudita      | 2023-2024           | 36  | 13  | 9   | 14  | 44.44%      |
| Total en su carrera         | Total en su carrera | Total en su carrera | 512 | 228 | 133 | 151 | 53.19%      |

## Palmarés
Como jugador
- 1 Liga de Yugoslavia (Hajduk Split, 1991)
- 1 Copa de Yugoslavia (Hajduk Split, 1991)
- 2 Ligas de Croacia (Hajduk Split, 1992 y 2001)
- 1 Copa de Croacia (Hajduk Split, 1993)
- 2 Supercopas de Croacia (Hajduk Split, 1992 y 1993)

Como entrenador
- Segundo mejor entrenador del mundo en 2007 (IFFHS)